# Zwanen
Zwanen zijn de grootste watervogels uit de onderfamilie Anserinae (zwanen en ganzen). Op een na worden alle soorten in het geslacht Cygnus ingedeeld. De uitzondering is de coscorobazwaan (Coscoroba coscoroba), die tot het aparte geslacht Coscoroba wordt gerekend.

## Anatomie en leefwijze
Zwanen zijn grote vogels met een lange hals. Ze zijn zwaar en stijgen moeizaam op. Bij het opstijgen trappelen ze met de poten en slaan ze krachtig met de vleugels. Ze lopen met een waggelende gang.
Het voedsel bestaat meestal uit waterplanten, die gezocht worden in ondiep water. Hierbij komt hun lange hals goed van pas. Bij gebrek aan planten eet een zwaan ook wel kleine vissen zoals voorns.
De witte zwanen komen verreweg het meeste voor op het noordelijk halfrond. De zwarte zwaan is hier een uiterst schaarse broedvogel. Deze laatste stammen af van dieren uit watervogelcollecties. Het zijn standvogels, maar in Nederland of België overleven de jongen geen zware winter.
Bij zwanen is er geen verschil in verenkleed tussen het mannetje en vrouwtje.
Zwanen werden lange tijd als toonbeeld van monogamie en onvoorwaardelijke trouw beschouwd. Recent onderzoek heeft echter aangetoond dat het niet ongewoon is dat partners elkaar bedriegen en zelfs verlaten. Het nest bevindt zich op de grond of op een berg plantaardig materiaal in of op de oever van water. Het vrouwtje broedt in 30-40 dagen gemiddeld zes bleke, effen eieren uit. Ondertussen houdt het mannetje de wacht. Bij het verdedigen van hun broedsel kunnen mannetjes behoorlijk agressief zijn. Hierbij schuwen ze het ook niet om mensen die te dichtbij komen aan te vliegen. Volgens sommigen zouden ze zelfs in staat zijn om de botten van mensen te breken, terwijl anderen geloven dat dit niet mogelijk is. De taak van het mannetje houdt niet op bij het bewaken van het broedende vrouwtje: bij sommige soorten helpt het mannetje ook met het uitbroeden van de eieren.
De nestjongen hebben nog een grijze of bruine donsvacht en een relatief korte hals. Al een paar uur na het uitkomen, kunnen ze lopen en zwemmen. Het zijn dus nestvlieders. Gedurende enkele maanden worden de jongen door beide ouders warm gehouden en bewaakt. Voedsel zoeken doen ze zelf.
Na de winter worden de jongen uit het territorium verjaagd door de ouders, vóórdat ze een nieuw nest maken.
Een zwaan leeft in het wild ongeveer 20 jaar.
's Winters leven ze in troepen.

## Bijgeloof en mythen
Volgens het volksgeloof zorgt een zwanenveer die in het hoofdkussen van de echtgenoot wordt genaaid ervoor dat hij zijn eega trouw blijft. Dit is terug te voeren op het idee dat een zwanenpaar hun gehele leven bij elkaar blijft.
Zwanen spelen een rol in verschillende mythen, zoals de kinderen van Lir, Lohengrin, Leda en Zeus de zwaan, de zwaanridder en de zwanenridder.

## Galerij

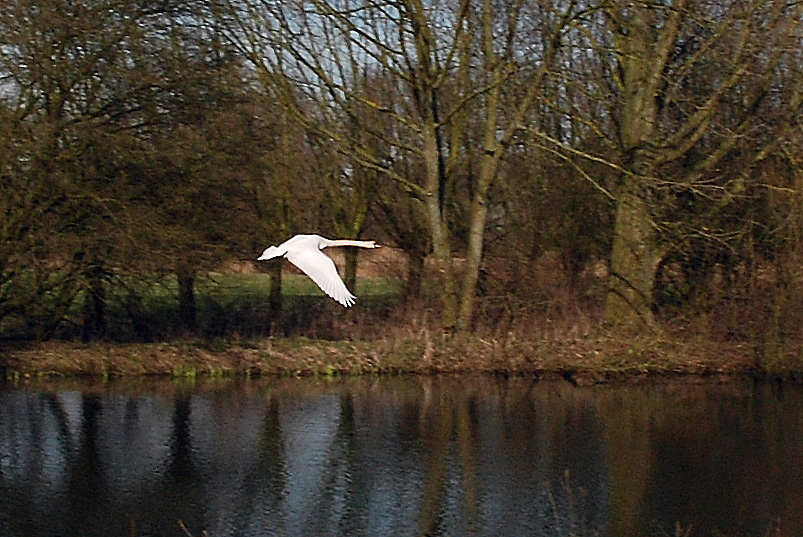
Een vliegende knobbelzwaan
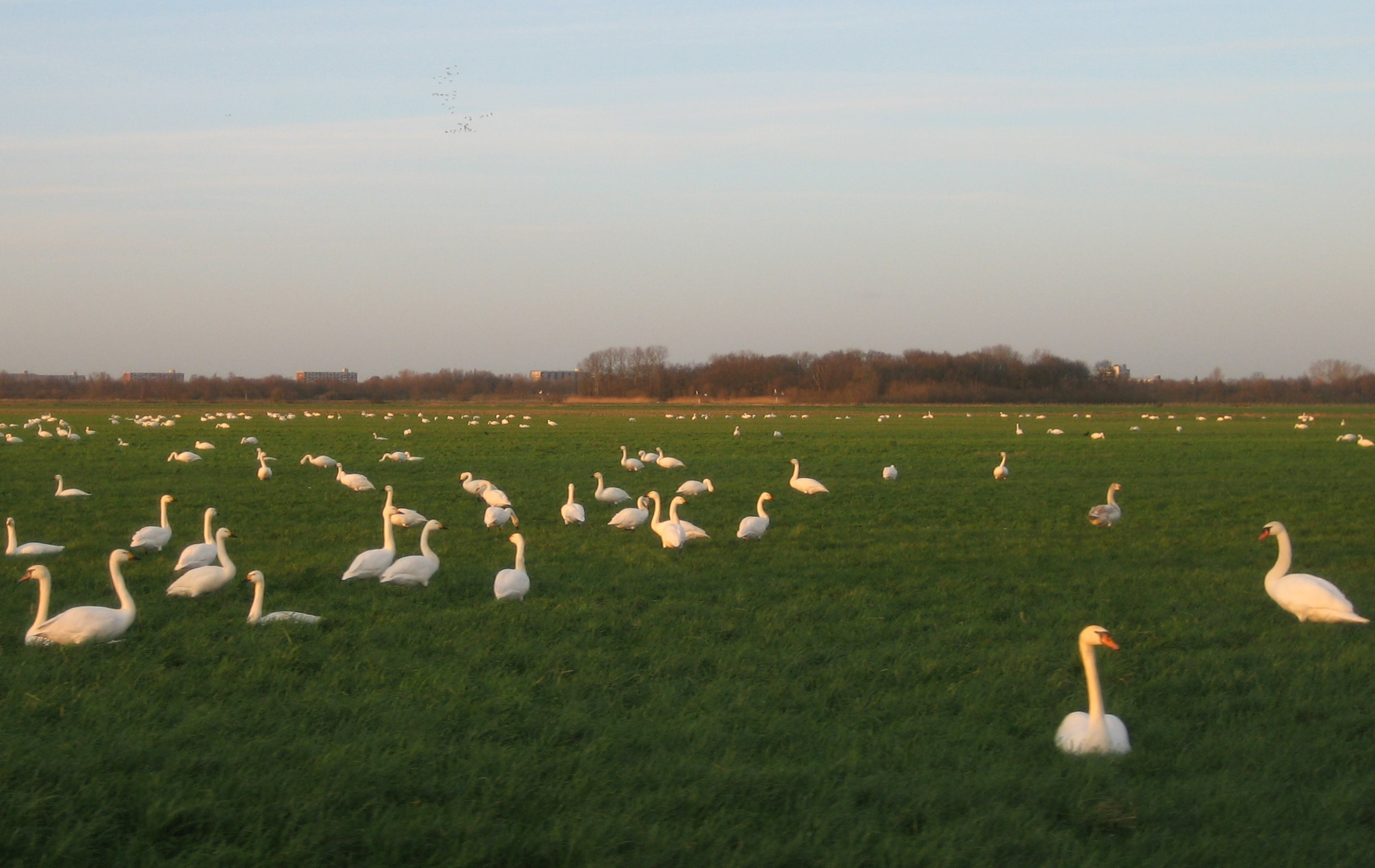
Groep met diverse soorten zwanen
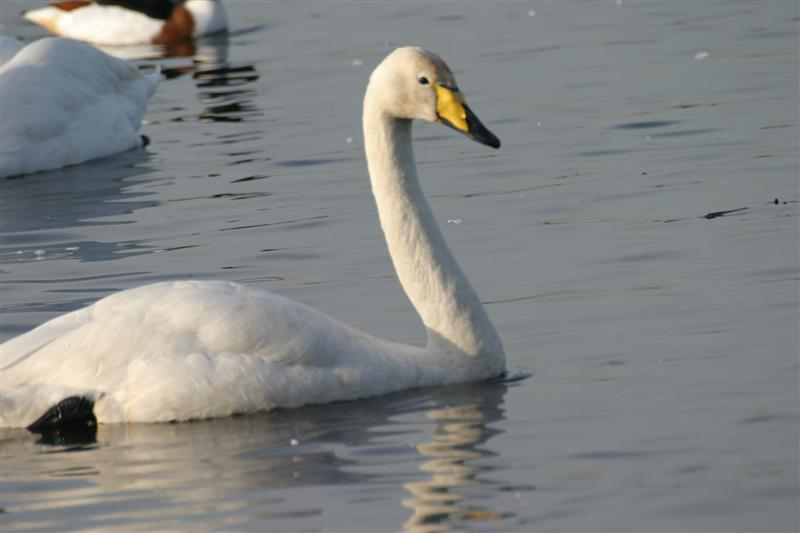
Wilde zwaan
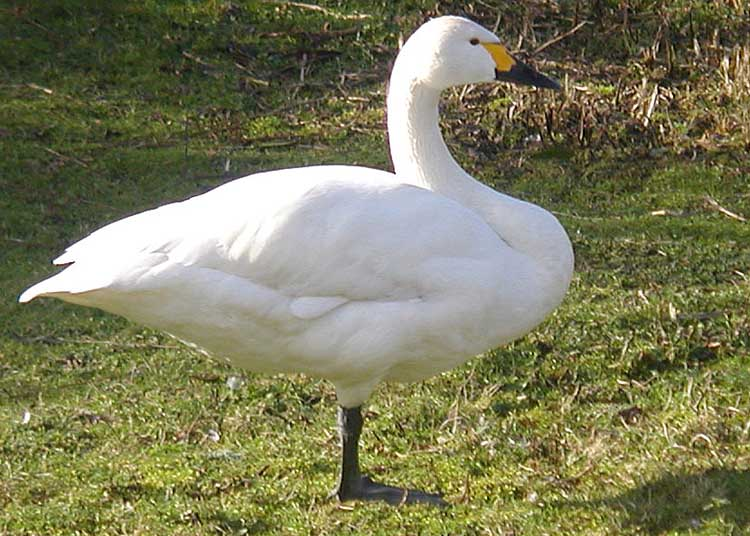
Kleine zwaan
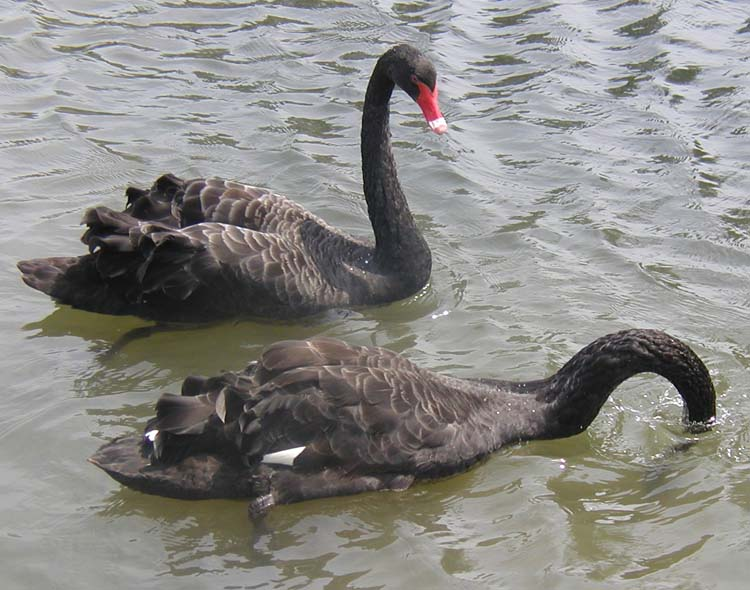
Zwarte zwaan
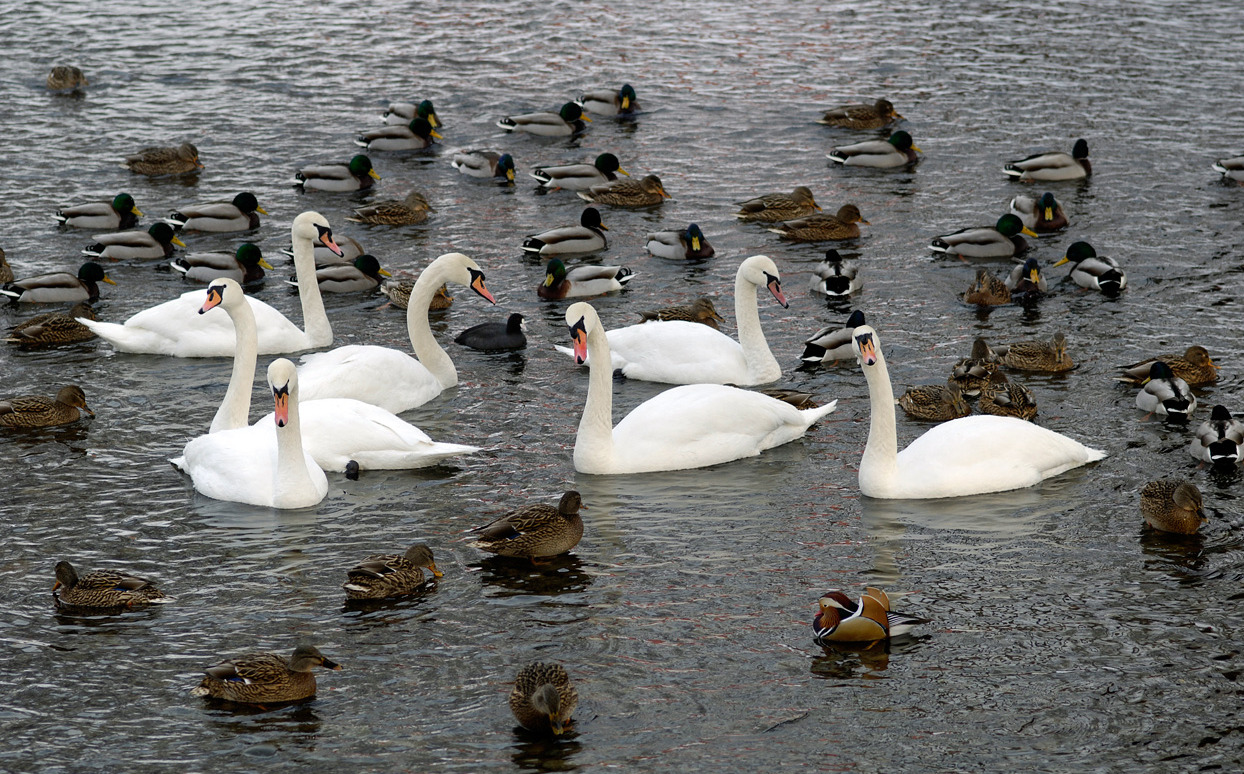
Een groep zwanen (Imbersago, Italië)
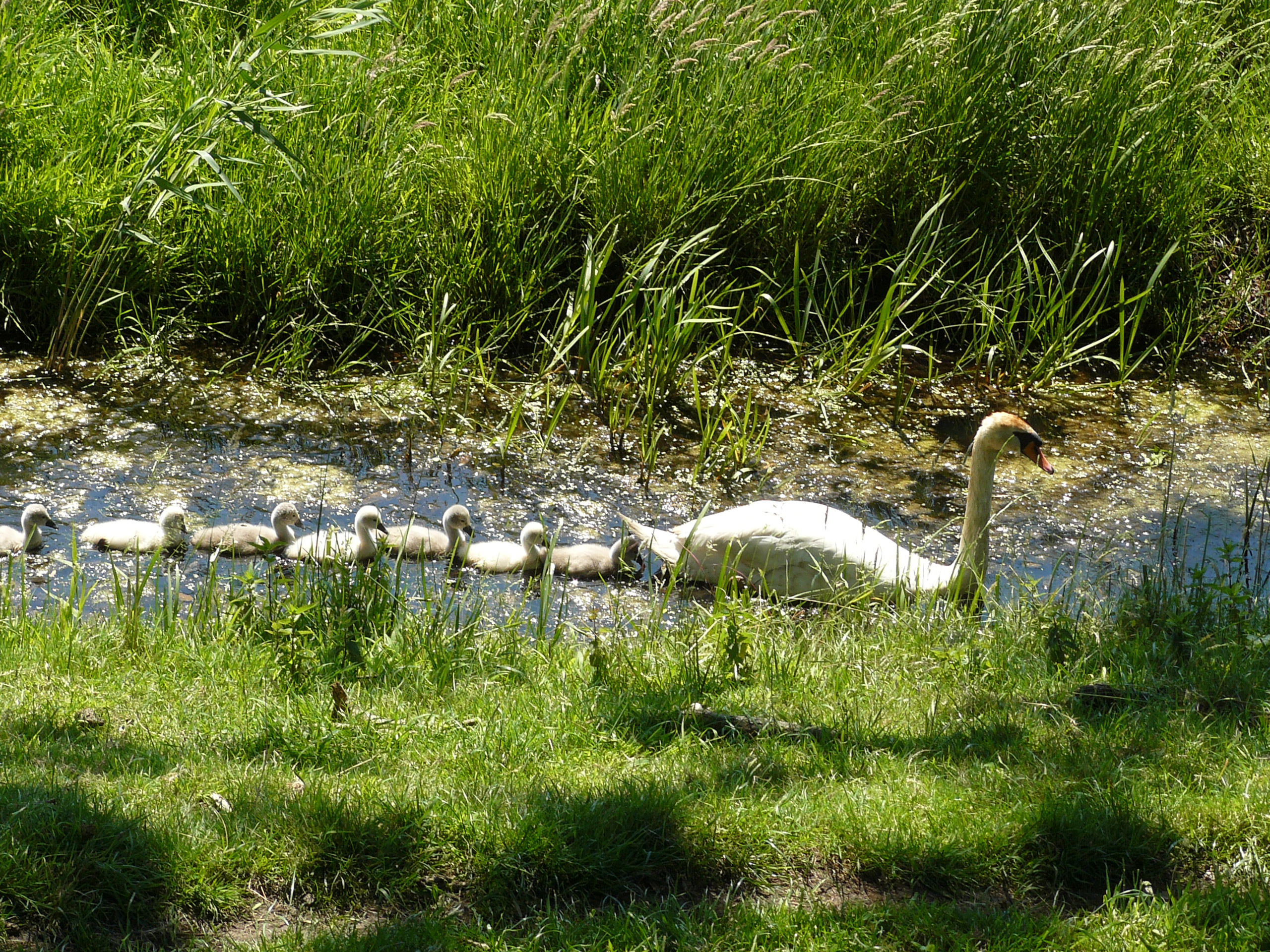
Zwanen met jongen, Nederland, 2009
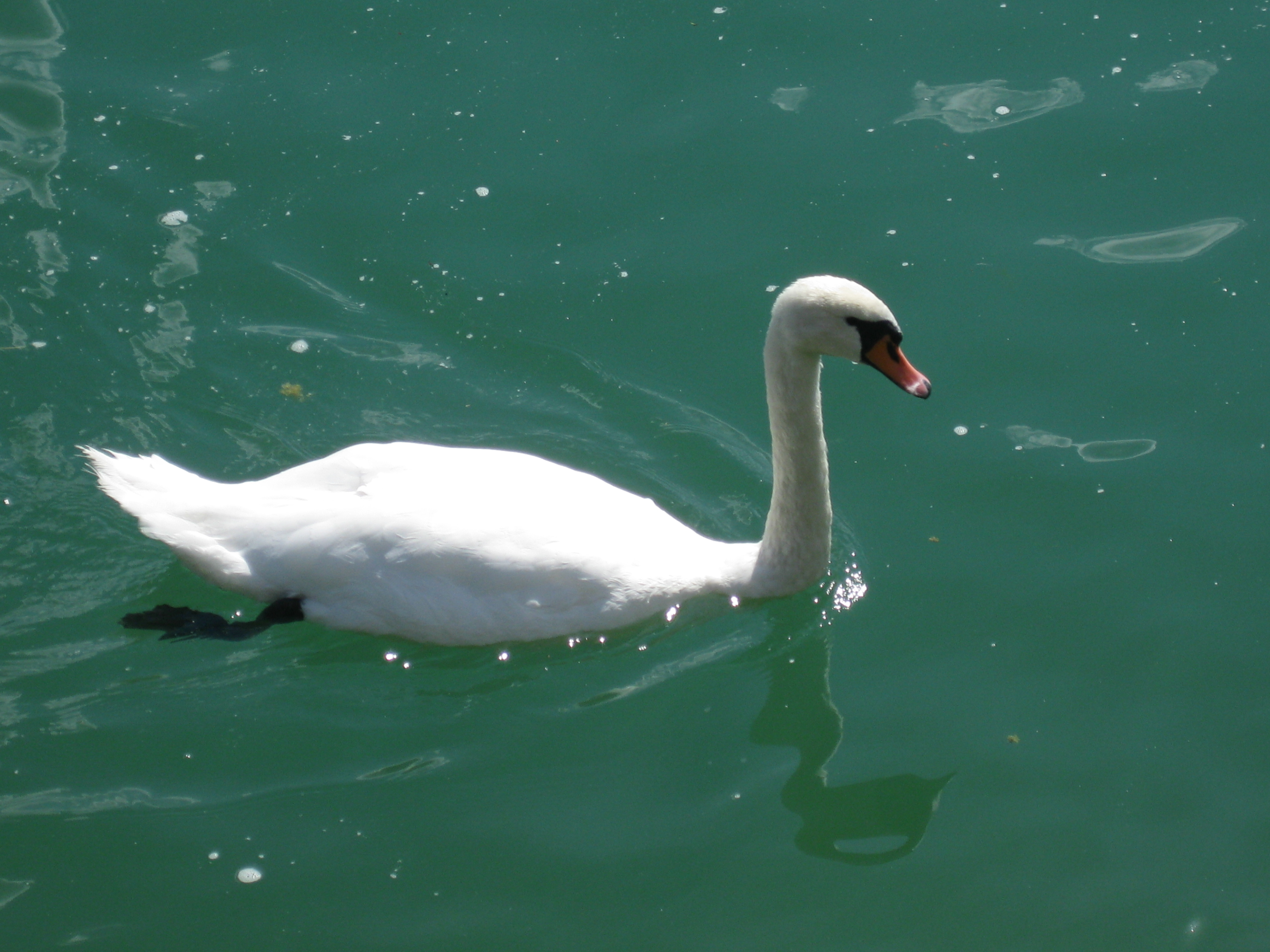
Knobbelzwaan
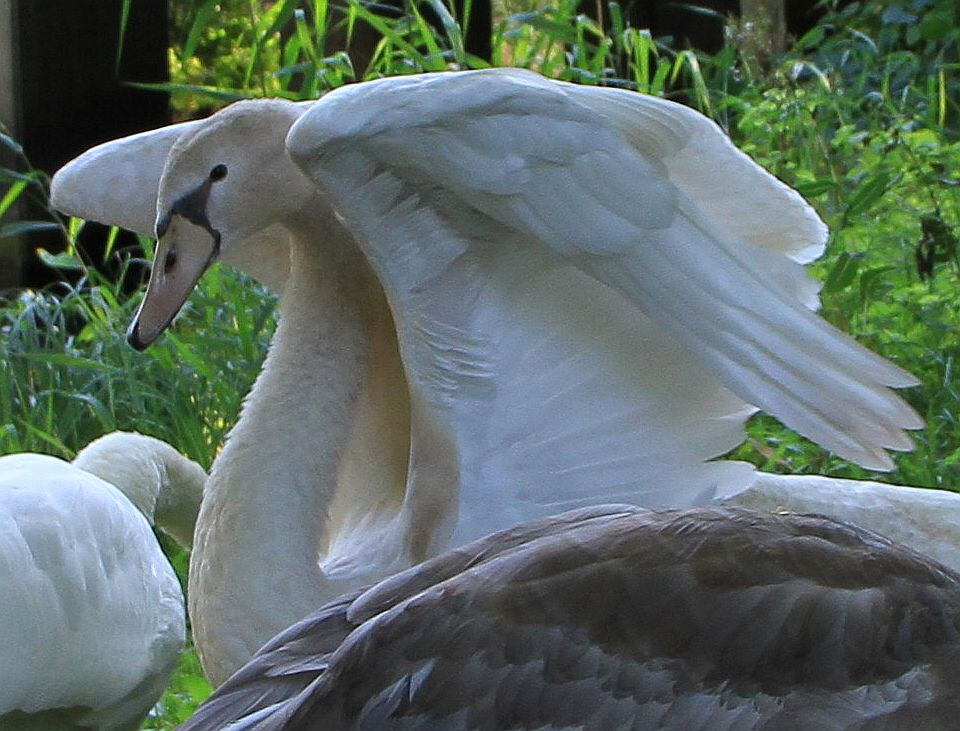
Jonge knobbelzwaan
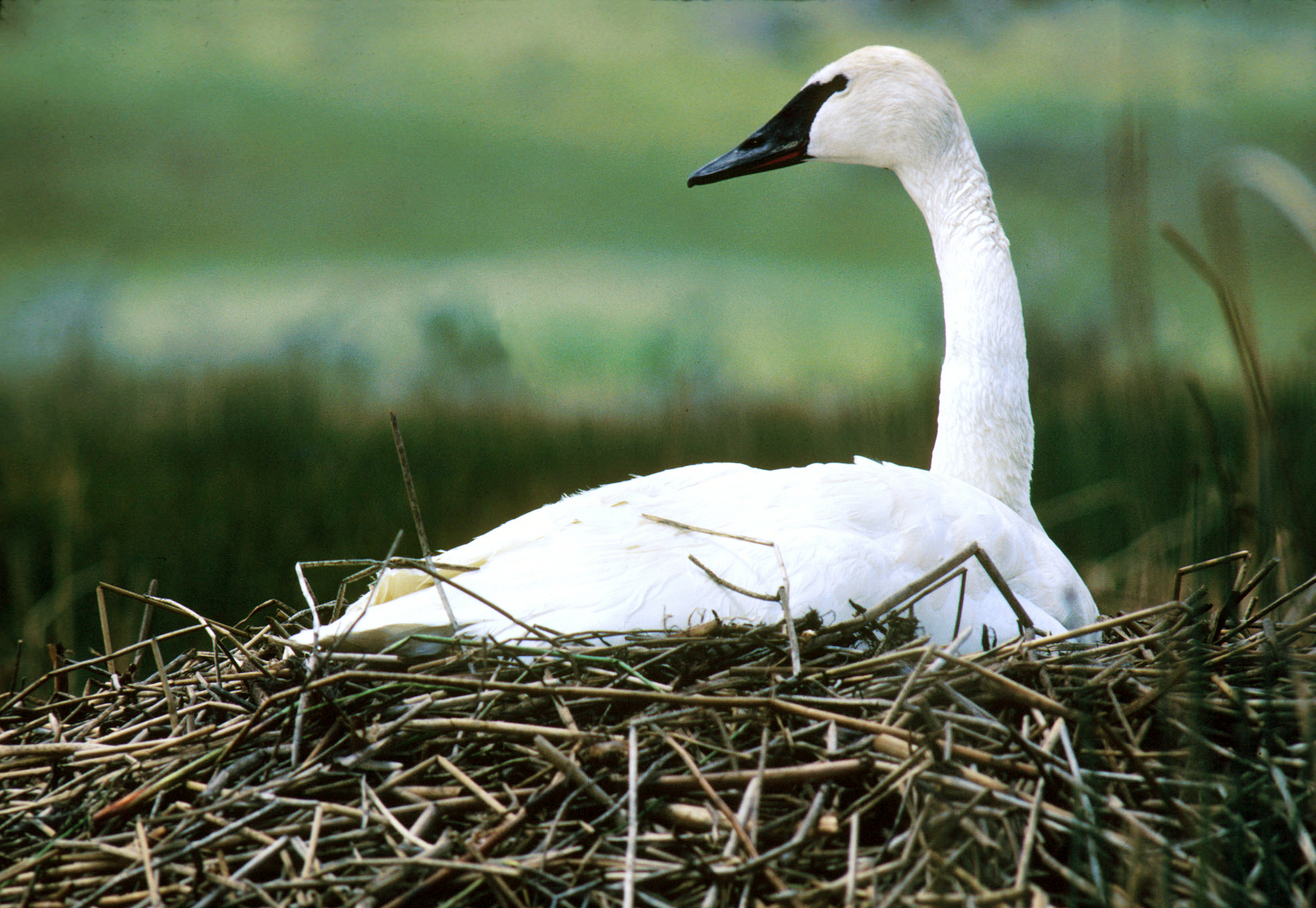
Trompetzwaan
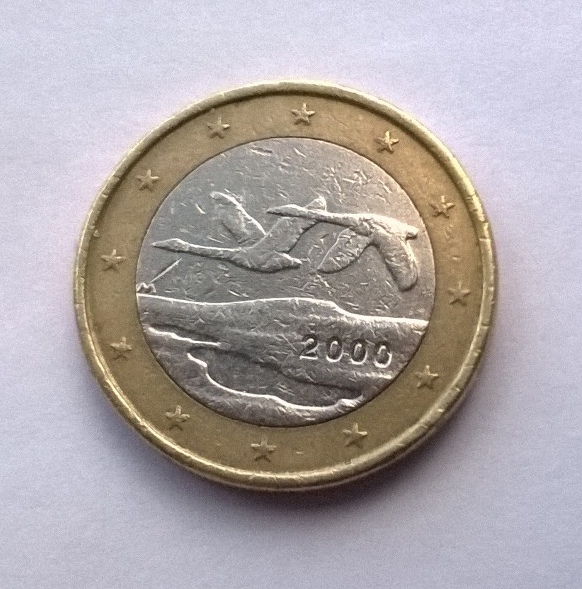
Finse 1-euro munt waarop vliegende zwanen afgebeeld zijn

## Soorten
Geslacht Cygnus (Zwanen)
- Knobbelzwaan (Cygnus olor)
- Wilde zwaan (Cygnus cygnus)
- Kleine zwaan (Cygnus bewickii)
- Fluitzwaan (Cygnus colombianus)
- Trompetzwaan (Cygnus buccinator)
- Zwarthalszwaan (Cygnus melanocoryphus)
- Zwarte zwaan (Cygnus atratus)

Geslacht Coscoroba
- Coscorobazwaan (Coscoroba coscoroba)